# Girocupolarotonda pentagonale elongata
In geometria solida, la girocupolarotonda pentagonale elongata è un poliedro con 37 facce che può essere costruito, come intuibile dal suo nome, allungando una girocupolarotonda pentagonale inserendo un prisma decagonale tra la cupola pentagonale e la rotonda pentagonale che la compongono.

## Caratteristiche
Se tutte le sue facce sono poligoni regolari una girocupolarotonda pentagonale elongata è uno dei 92 solidi di Johnson, in particolare quello indicato come J41, ossia un poliedro strettamente convesso avente come facce dei poligoni regolari ma comunque non appartenente alla famiglia dei poliedri uniformi.
Per quanto riguarda i 35 vertici di questo poliedro, su 10 di essi incidono due facce pentagonali e due triangolari, su altri 15 incidono una faccia pentagonale, due quadrate e una triangolare e sui restanti 10 incidono tre facce quadrate e una triangolare.

## Formule
Considerando una girocupolarotonda pentagonale elongata avente come facce dei poligoni regolari aventi lato di lunghezza {\displaystyle a}, le formule per il calcolo del volume {\displaystyle V} e della superficie {\displaystyle A} risultano essere:
{\displaystyle V={\frac {5}{12}}\left(11+5{\sqrt {5}}+6{\sqrt {5+2{\sqrt {5}}}}\right)a^{3}\approx 16,936\ldots a^{3};}
{\displaystyle A={\frac {a^{2}}{4}}\left(60+{\sqrt {10\left(190+49{\sqrt {5}}+21{\sqrt {75+30{\sqrt {5}}}}\right)}}\right)\approx 33,5385\ldots a^{2}.}

## Poliedri correlati
Ruotando di 36° la cupola rispetto alla rotonda (o viceversa) si ottiene un'ortocupolarotonda pentagonale elongata, che è a sua volta un solido di Johnson.